# Aju-Dag
Aju-Dag (krimtatarisch Ayuv Dağ, ukrainisch Аю-Даг, russisch Аю-Даг, griechisch Αγια) ist ein Berg und gleichzeitig auch ein Kap auf der Halbinsel Krim. In der Sprache der Krimtataren bedeutet „ayuv“ „Bär“, „dağ“ steht für „Berg“. Der Berg liegt 16 Kilometer nordöstlich von Jalta direkt an der Schwarzmeerküste, zwischen den Orten Partenit und Hursuf. Am Fuße des Berges liegt das Pionierlager Artek.

## Aufbau und Geschichte
Der Aju-Dag ist ein Lakkolith aus dem Mitteljura, auf dem unter anderem Vorkommen von Zirkon, Thorit und Baddeleyit vorzufinden sind. Seit 1969 ist der Berg als Naturschutzgebiet ausgewiesen. In der Vergangenheit wurden frühmittelalterliche Festungsanlagen und Kirchen errichtet, die heute noch als Ruinen auf dem Berg aufzufinden sind.

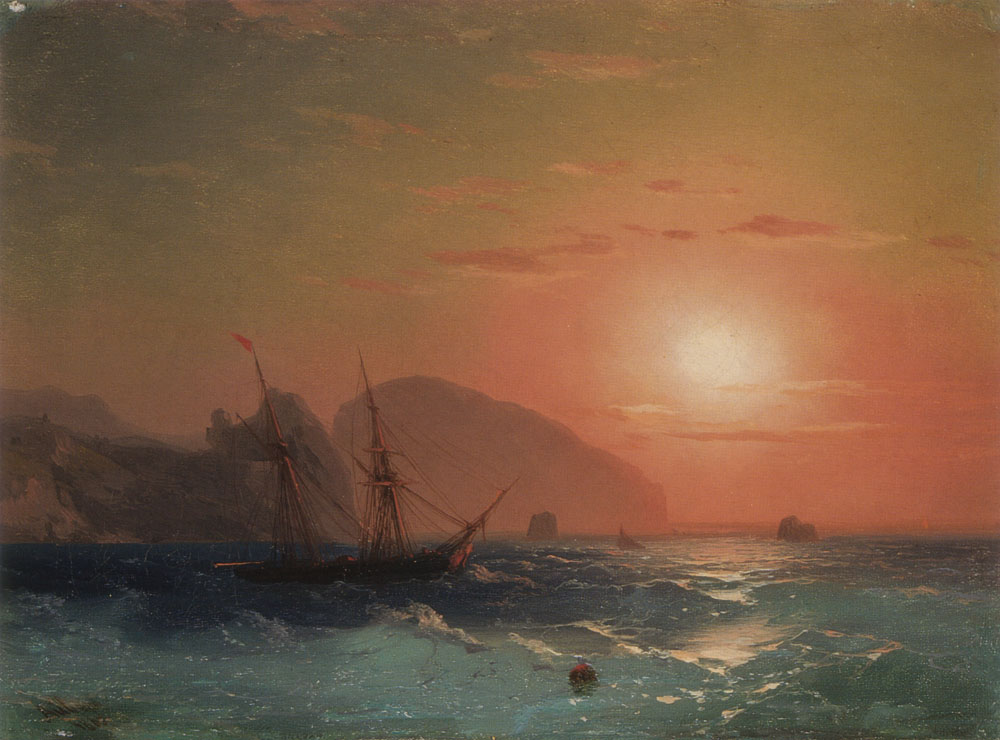
Ansicht des Aju-Dag, Krim von Iwan Konstantinowitsch Aiwasowski, 1868

In der Malerei diente der Berg aufgrund seiner prominenten Lage öfters als Motiv, wie etwa beim Gemälde Ansicht des Aju-Dag, Krim von Iwan Konstantinowitsch Aiwasowski von 1868.